# Dragon Player
Der Dragon Player ist ein einfaches Wiedergabeprogramm für Audio- und Videodaten aus der KDE Software Compilation 4 (SC 4), das auf der Multimedia-Schnittstelle Phonon und der Hardware-Schnittstelle Solid aufsetzt.
Es zielt auf Benutzerfreundlichkeit und Einfachheit. Daher hat er eine klar strukturierte Oberfläche und intelligente Funktionen. Für jede abgespielte Videodatei speichert er Einstellungen wie beispielsweise die Wiedergabeposition.
Als KPart lässt sich seine Funktionalität in andere KDE-Programme wie Konqueror integrieren.

## Geschichte
Dragon Player ist die Fortführung des KDE-3-Programmes Codeine, das ursprünglich 2005 von Max Howell veröffentlicht wurde – damals noch mit xine-Backend. 
Ian Monroe adoptierte das Programm und setzte es auf Phonon und Solid, um es als offizielle Anwendung zur Video-Wiedergabe in SC 4 zu integrieren. Seit Dezember 2007 veröffentlicht er neue Versionen, die nun die Versionsnummern 2.x und den neuen Namen Dragon Player tragen, den er zu Ehren des KDE-Maskottchens Konqi gewählt hat.
In der SC-4-Version von Kubuntu 8.04 vom April 2008 war es erstmals offizieller Bestandteil einer großen Linux-Distribution.